# 北京西路 (南京)
北京西路是南京市鼓楼区的一条东西向干道。东至鼓楼广场，西起石头城路，全长3412米，路幅宽27-49米。
北京西路的大部分路段（鼓楼公园至草场门广场，长2491米）路幅27-28米，为一块板路型。西端草场门广场至草场门桥长471米，为三块板路型，路幅40米。东端鼓楼广场至鼓楼公园长70米，路幅49米；鼓楼公园环形道长380米，宽15-16米。

## 历史
北京西路在民国以前沿线均为荒僻的山沟、耕地或池塘。民国初年，金陵大学在鼓楼西南侧建成。
自1933年起，该路分段陆续形成。
北京西路最早建成的一段是宁海路至西康路540米长的路段，路幅28米，1933年至1934年配合新住宅区辟建，当时称北平路，两侧为西式花园洋房。
抗日战争结束以后，1946-1947年，将北平路向西延伸590米，在南侧兴建美国顾问团公寓大楼（今华东饭店）。
1954年，继续向西延伸至石头城路，路面宽10米。当时在草场门附近修建了一批大屋顶式样的建筑，包括72号、74号和77号（江苏教育学院）。
1958年-1959年，辟建东段的鼓楼广场至宁海路段，全路定名为北京西路，与北京东路形成横贯市中心的一条干道，同时加铺沥青路面。
1989年，北京西路西端的外秦淮河上修建草场门大桥，将草场门到大桥段拓建为三块板路型，宽40米。

## 交汇道路
- 天津路-鼓楼街
- 金银街
- 上海路-云南路
- 宁海路
- 莫干路
- 西康路
- 虎踞路

## 建筑
- 北京西路1号：消防大厦、南京市公安消防局、日本大使馆旧址
- 北京西路2号：紫金山天文台
- 北京西路2号-1：鼓楼头条巷基督徒聚会场所（地方教会）[2]、江苏省人民政府侨务办公室
- 北京西路4号：鼓楼幼儿园
- 北京西路12号：印度大使馆旧址
- 北京西路15号：南京师范大学附属幼儿师范学校、江苏省教育厅
- 北京西路20号：江苏省电力公司
- 北京西路24号：江苏省物价局
- 北京西路28号：江苏省司法厅
- 北京西路30号：宁海大厦、江苏省工商行政管理局
- 北京西路41号：中英文化协会旧址
- 北京西路43-8号：江苏省国土管理局
- 北京西路49号：北京西路邮政支局
- 北京西路63号：天目大厦、江苏省财政厅
- 北京西路65号：江苏省人民政府法制办公室
- 北京西路67号：华东饭店（原美国顾问团公寓大楼）、江苏省劳动和社会保障厅
- 北京西路68号：江苏省政府
- 北京西路70号：中共江苏省委
- 北京西路72号：石城现代艺术创意园，原为中央国画院旧址，设计者为杨廷宝。
- 北京西路74号：南京工程学院
- 北京西路75号：江苏省测绘局
- 北京西路77号：江苏教育学院

## 交通
南京地铁4号线从北京西路地下通过，设有鼓楼站、云南路站、草场门站3个站。